# San Ignacio (El Salvador)
San Ignacio é um município do departamento de Chalatenango, em El Salvador. Sua população estimada em 2007 era de 8 611 habitantes.

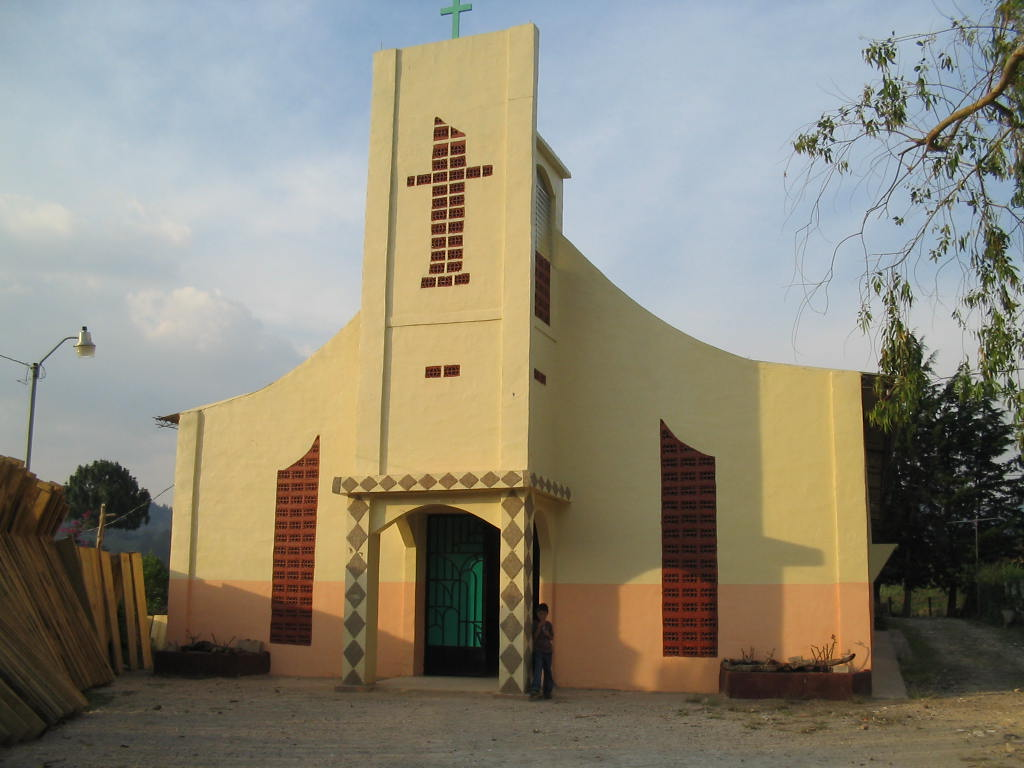
Igreja no cantão de Las Granadillas.